# جورج بي. كوبر
جورج بي. كوبر (بالإنجليزية: George B. Cooper)‏ هو سياسي أمريكي، ولد في 6 يونيو 1808، وتوفي في 29 أغسطس 1866. حزبياً، نشط في الحزب الديمقراطي.

## مناصب
- انتخب أمين صندوق الدولة [الإنجليزية]‏.
- انتخب عضو مجلس ولاية ميشيغان.
- انتخب عضو مجلس نواب ميشيغان  [لغات أخرى]‏.
- انتخب عضو مجلس النواب الأمريكي.